# Tau Centauri
Tau Centauri (τ Centauri / τ Cen) è una stella nella costellazione del Centauro di magnitudine apparente media +3,85 e distante 131 anni luce dal sistema solare. 

## Osservazione
Posta alla declinazione di -48° S, è una stella dell'emisfero australe e dunque la sua osservazione è privilegiata nell'emisfero sud, mentre nell'emisfero nord è visibile fino alla declinazione +42° N, ossia solamente dalle estreme regioni meridionali dell'Europa e del Nord America. Essendo di magnitudine +3,39, la si può osservare anche dai piccoli centri urbani senza difficoltà, sebbene un cielo non eccessivamente inquinato sia maggiormente indicato per la sua individuazione.

## Caratteristiche fisiche
Tau Centauri è una stella bianca di sequenza principale di classe spettrale A2V; di massa e raggio 2 volte e mezzo circa quelli del Sole, ha una luminosità 50 volte superiore a quella della nostra stella. La sua temperatura superficiale è attorno ai 9200 K, e con un'età superiore ai 300 milioni di anni, ha già trascorso il 70% della sua esistenza nella sequenza principale.